# دانيال دي ليون
دانيال دي ليون (بالإنجليزية: Daniel De Leon)‏ هو صحفي ومُحرِّر ونقابي وسياسي أمريكي، ولد في 14 ديسمبر 1852 في كوراساو في مملكة هولندا، وتوفي في 11 مايو 1914 في نيويورك في الولايات المتحدة.

## سيرة حياته

### النشأة ومهنته الأكاديمية
وُلد دانيال دي ليون في 14 كانون الأول، 1852 في كوراساو، لوالديه سالمون دي ليون وسارة جسورون دي ليون، كان والده جرّاحًا في القوات البرية الهولندية. تربّى على الديانة الكاثوليكية، يُعتقد أن نسب عائلته يعود إلى يهود هولندا، (دي ليون) هو لقب اسباني، في كثير من الأحيان كانت تشير أسماء المواقع إلى الأصل الجغرافي للعائلة في مملكة القرون الوسطى ليون.
عاش والده في هولندا قبل قدومه إلى كوراساو حينما تسلّم مهمته الرسمية في الجيش. مات سالمون دي ليون في 18 كانون الثاني 1865، عندما كان دانيال في الثانية عشر من عمره وكان أول من دُفن في مقبرة اليهود الجديدة.
غادر دي ليون كوراساو في 15 نيسان 1866 ووصل إلى هامبورغ في 22 أيار. درس في ألمانيا في قاعة الألعاب الرياضية، هيلدسهايم ثم في عام 1970 بدأ الالتحاق بجامعة لايدن في هولندا. درس الطب في جامعة لايدن وكان عضو في هيئة طلاب أمستردام، لكنه لم يتخرج.
أثناء وجوده في أوروبا أصبح يتحدث بطلاقة كل من: الألمانية، الهولندية، الفرنسية، الإنجليزية، اليونانية القديمة واللاتينية، بالإضافة إلى الإسبانية لغته الأم. هاجر مع زوجته وأمه إلى نيويورك ما بين عاميّ 1872 و1874، وهناك وجد عملًا كمدرّب للاتينية واليونانية والرياضيات في مدرسة توماس ب.هارينغتون في ويستشستر، نيويورك. في عام 1876 دخل كلية كولومبيا ونال شهادة البكالوريوس في الحقوق برتبة شرف عام 1878.
عاش في في براونزفيل، تكساس من 1878 وحتى 1882 وعمل كمحامي متدرب، ثم عاد إلى نيويورك. رغم أنه حافظ على مكتب المحاماة حتى عام 1884 كان لديه اهتمام أكبر في مواصلة مهنته الأكاديمية في جامعة كولومبيا. أُنشئت منحة دراسية عام 1882، وحتى يكون المرشح مؤهلًا، يجب أن يكون من خريجي جامعة كولومبيا، وعضوًا في أكاديمية العلوم السياسية. تتضمن المنحة لمدة ثلاث سنوات راتبًا سنويًا بمقدار 500$ (أي: 13000$ حسب معايير 2021) وتتطلّب من المُحاضر أن يعطي 20 محاضرة في السنة لطلاب كلية العلوم السياسية شرط أن تكون مستندة إلى أبحاث أصلية. كرّس دي ليون محاضراته لدبلوماسية أمريكا اللاتينية ومبادرات القوى الأوروبية في شؤون أمريكا الجنوبية. حصل على فرصته الأولى لتعليم الفصل عام 1883 ثم عام 1886، لكن لم يستمر ذلك إلا حتى عام 1889. يزعم البعض أن مسؤولي الجامعة حرموه من منصب الأستاذ الكامل بسبب أنشطته السياسية، بينما يعتقد البعض الآخر أن مادته كانت مقتصرة على فئة معينة بحيث لا تكون جزءًا دائمًا من المناهج الدراسية.
لم ينشر دي ليون أي أوراق بحثية عن أمريكا اللاتينية خلال هذه الفترة، لكنه ساهم بمقال في العدد الأول من مجلة العلوم السياسية الفصلية للأكاديمية حول مؤتمر غرب أفريقيا في برلين. كما كتب مراجعات عن فرانز فون هولتزندورف كتيّب القانون الدولي في يونيو 1888 وعن ترجمته الفرنسية في مارس 1889 لنفس الطبعة.

### حياته الشخصية
سافر دي ليون عائدًا إلى كوراساو للزواج من سارة لوبو البالغة من العمر 16 عامًا من كاراكاس، فنزويلا. كانت عائلة لوبو عائلة يهودية بارزة في المنطقة تعيش في كل من جزر الأنتيل الهولندية وفنزويلا. بعد حفل زفاف يهودي تقليدي في كاراكاس، انتقلت العائلة إلى منطقة ناطقة بالإسبانية في مانهاتن، في 112 غرب شارع 14 وهناك وُلد ابنهم الأول سولون دي ليون في 2 سبتمبر 1883. بحلول منتصف ثمانينيات القرن التاسع عشر، كانت الأسرة تعيش في الجانب الشرقي الأدنى. في عام 1885 أو 1886 وُلد طفل آخر، غروفر كليفلاند دي ليون، لكنه عاش عام ونصف فقط. في 29 أبريل 1887، توفيت سارة لوبو دي ليون أثناء الولادة أثناء ولادتها لتوأم ميت، وكان نفس العام الذي مات فيه غروفر. بعد ذلك، غادر آل دي ليونز الجانب الشرقي وانتقلوا للعيش مع مدبرة منزلهم ماري ريدن ماغواير في 1487.

## روابط خارجية
- دانيال دي ليون على موقع الموسوعة البريطانية (الإنجليزية)